# Steven Donziger
Steven R. Donziger (né le 14 septembre 1961) est un avocat américain connu pour ses batailles juridiques contre Chevron, en particulier l'affaire du champ pétrolifère de Lago Agrio dans laquelle il a représenté plus de 30 000 agriculteurs et indigènes équatoriens dans un procès liée aux dommages environnementaux et aux effets sur la santé causés par un forage pétrolier. Les tribunaux équatoriens ont accordé aux plaignants 9,5 milliards de dollars de dommages et intérêts, ce qui a conduit Chevron à retirer ses actifs de l'Équateur et à engager une action en justice contre Donziger aux États-Unis. En 2011, Chevron a déposé une plainte RICO (anti-corruption) contre Donziger à New York. L'affaire a été entendue par le juge de district américain Lewis A. Kaplan, qui a déterminé que la décision des tribunaux équatoriens ne pouvait pas être appliquée aux États-Unis car elle avait été obtenue par des activités de fraude, de corruption et de racket. À la suite de cette affaire, Donziger a été radié du barreau de l'exercice du droit à New York en 2018.
Donziger a été assigné à résidence en août 2019 dans l'attente d'un procès pour outrage au tribunal criminel, qui ont été soulevés lors de son appel contre la décision RICO de Kaplan — il a refusé de remettre les appareils électroniques qu'il possédait aux experts médico-légaux de Chevron. En juillet 2021, la juge de district américaine Loretta Preska l'a déclaré coupable ; il a été condamné à 6 mois de prison en octobre 2021.
Alors qu'ils étaient assignés à résidence en 2020, vingt-neuf lauréats du prix Nobel ont qualifié les mesures prises par Chevron contre Donziger de "harcèlement judiciaire". Les militants des droits humains ont qualifié les actions de Chevron d'exemple de poursuite-bâillon. En avril 2021, six membres du Congressional Progressive Caucus ont exigé que le ministère de la Justice réexamine le cas de Donziger. En septembre 2021, le Haut-Commissariat des Nations Unies aux droits de l'homme a jugé que la détention provisoire imposée à Donziger était illégale et a demandé sa libération.

## Origine et enfance
La mère de Donziger était une militante sociale qui l'a élevé à Jacksonville, en Floride. Elle l'a emmené au  piquet de grève du Salad Bowl de César Chávez. Le grand-père de Donziger était Aaron E. Koota, procureur du district de Brooklyn et plus tard juge de la Cour suprême de l'État de New York. Donziger a étudié l'histoire à l'American University (BA) où il a également écrit pour le journal de son collège. Il est diplômé de la Harvard Law School (JD) en 1991.

## Carrière
Après avoir obtenu son diplôme universitaire, Donziger a travaillé comme journaliste. Son premier emploi a été au bureau de United Press International à Managua, après quoi il a travaillé comme pigiste au Nicaragua pour The Fort Lauderdale News, le Toronto Star et The Atlanta Journal-Constitution. Il a également fondé Project Due Process qui offrait des services juridiques aux Cubains arrivés aux États-Unis par lors de l'exode de Mariel.
Après avoir travaillé comme journaliste pendant trois ans, Donziger est allé à la Harvard Law School,. Il est diplômé de la faculté de droit en 1991 et travaille comme défenseur public à Washington, DC En 1991, il s'est rendu en Irak dans le cadre d'une mission qui a produit un rapport sur l'impact des bombardements sur les civils pendant la première guerre du Golfe. Le rapport a été adopté par les Nations unies. Donziger était le rédacteur en chef de The Real War on Crime: The Report of the National Criminal Justice Commission, publié en 1996 par Harper Perennial. Le livre décrit le rôle des médias dans l'augmentation de la peur du crime, de l'injustice raciale dans le système de justice pénale et plaide contre les peines minimales obligatoires.

### Recours collectif contre Chevron

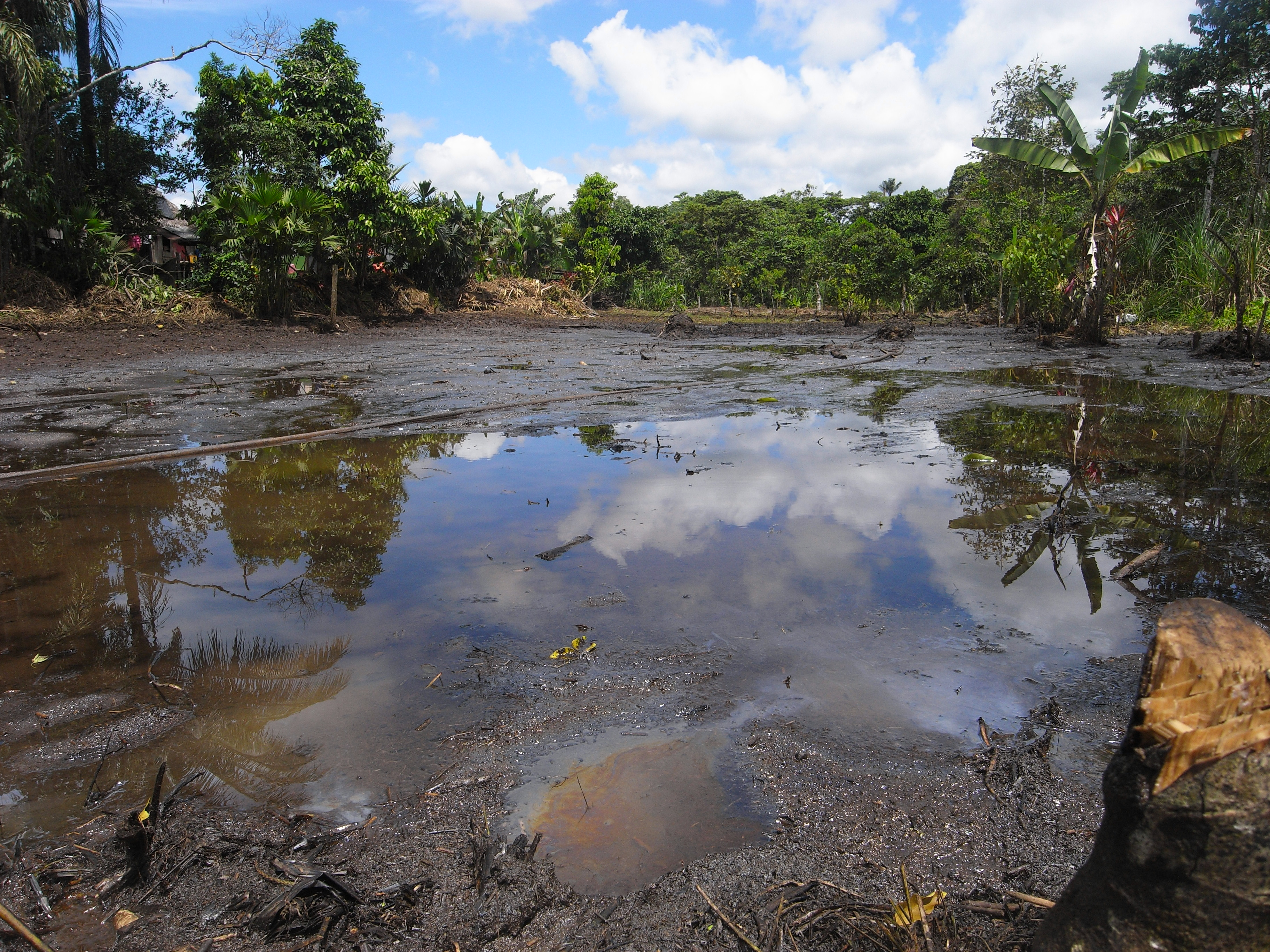
Pollution pétrolière à Lago Agrio, novembre 2007.

À partir des années 1970, Texaco a mené des opérations de forage pétrolier en Amazonie en partenariat avec la compagnie pétrolière nationale équatorienne, Petroecuador. Dans les années 1990, Texaco a conclu un accord de 40 millions de dollars avec l'Équateur pour nettoyer une partie de la pollution résultante de ses activités et a été dégagé de toute responsabilité. 
Donziger a été sollicité par le Frente de Defensa de la Amazonía (FDA) pour aider à obtenir une compensation pour la pollution et les effets sur la santé causés par le forage pétrolier dans le champ pétrolifère de Lago Agrio, une région qui est devenue connue sous le nom de « Tchernobyl amazonien ». Il s'est rendu en Équateur en 1993, où il dit avoir vu « ce qui ressemblait honnêtement à une catastrophe apocalyptique », y compris des enfants marchant pieds nus sur des routes couvertes de pétrole et des lacs de jungle remplis de pétrole. En 1993, après avoir visité l'Équateur, Donziger et d'autres avocats ont intenté un recours collectif à New York contre Texaco au nom de plus de 30 000 agriculteurs et peuples autochtones de la région amazonienne. Comme les plaignants n'avaient pas d'argent, Donziger, avec le soutien de la FDA, a financé l'affaire en vendant des actions à des investisseurs, offrant une petite partie de tout règlement éventuel. Les avocats ont choisi de déposer plainte à New York, où était à l'époque le siège social de Texaco. Le procès accusait le forage pétrolier de Texaco en Amazonie d'avoir entraîné une contamination massive. Chevron a acheté Texaco en 2001 et a fait valoir que Texaco avait nettoyé sa zone d'opérations et que son partenaire, Petroecuador, était responsable de toute pollution restante ,. Chevron a demandé que l'affaire soit jugée en Équateur et, en 2002, le tribunal américain a rejeté l'affaire des plaignants sur la base du forum non conveniens et a statué que l'Équateur était compétent. Le tribunal américain a exigé de Chevron qu'il accepterait la décision des tribunaux équatoriens,.
Lorsque l'affaire s'est déplacée en Équateur, Donziger a mené une campagne d'éducation publique pour informer les Équatoriens de la pollution de l'Amazonie. Il a déclaré que « les peuples autochtones n'obtiendraient jamais un procès équitable en Équateur s'ils n'éclairaient pas ce qui leur était arrivé et n'obtenaient pas le soutien du public ». Donziger est apparu dans le film documentaire Crude 2009 qui a exploré une période de deux ans dans l'affaire,. Un tribunal provincial équatorien a déclaré Chevron coupable en 2011 et a accordé aux plaignants 18 milliards de dollars de dommages et intérêts. La décision a été confirmée par trois cours d'appel, dont la plus haute juridiction de l'Équateur, la Cour nationale de justice, bien que les dommages aient été réduits à 9,5 milliards de dollars,.
Pour éviter de payer les dommages-intérêts accordés par le tribunal en Équateur, Chevron a déplacé ses actifs hors du pays, conduisant les plaignants à demander des mesures d'exécution au Canada, au Brésil et en Argentine pour la confiscation des actifs de Chevron. Un éditorial du Wall Street Journal a déclaré que les cours d'appel en Argentine et la Cour supérieure de justice du Brésil ont rejeté les requêtes de Donziger visant à faire exécuter le jugement équatorien. En 2017, un tribunal canadien a jugé que les plaignants équatoriens ne pouvaient pas se voir attribuer les actifs de la filiale canadienne de Chevron, car la filiale était juridiquement distincte de sa société mère américaine. En 2019, les plaignants équatoriens ont mis fin à leur poursuite canadienne contre Chevron.
En 2018, la Cour permanente d'arbitrage de La Haye a statué que le jugement de 9,5 milliards de dollars en Équateur était marqué par la fraude et la corruption et « ne devrait pas être reconnu ou exécuté par les tribunaux d'autres États »,,. Le montant que l'Équateur doit payer à Chevron pour compenser les dommages n'a pas encore été déterminé. La sentence a conclu que l'Équateur avait violé ses obligations en vertu des traités internationaux, des accords d'investissement et du droit international. Les conclusions d'activités frauduleuses de la Cour d'arbitrage comprenaient que la preuve présentée à la Cour était « le documentaire, la vidéo et la preuve testimoniale de fraude les plus complets jamais présentés devant un tribunal arbitral », que les plaignants défendus par le film étaient en fait engagés dans un chantage. et la corruption de juges équatoriens. Leurs efforts ont déclenché une ordonnance de nomination d'un « expert » amical envers les plaignants, que les procureurs du gouvernement équatorien « ont coopéré activement » avec les plaignants, que les plaignants ont soudoyé les « experts » et ont rédigé leur rapport de manière fantôme et que les plaignants ont payé un juge à la retraite pour rédiger les ordonnances du juge par intérim—et que le même juge a sollicité des pots-de-vin que Chevron a refusé de payer.

### Contre-contentieux contre Donziger
Chevron a déclaré qu'une scène du film documentaire Crude présenté au Sundance Film Festival montrait un scientifique de l'environnement présent à une réunion de stratégie juridique des avocats des plaignants; le même scientifique a ensuite été nommé par le tribunal équatorien en tant qu'expert apparemment impartial pour rédiger un rapport sur des questions techniques, mais la scène a été coupée de la sortie en salles. Les avocats de Chevron voulaient savoir quelles autres scènes potentiellement compromettantes avaient été laissées de côté par le réalisateur du film, Joe Berlinger. Le 6 mai 2010, le juge fédéral Lewis Kaplan s'est rangé du côté d'une pétition soumise par Chevron et a statué que Berlinger avait remis plus de 600 heures de séquences originales créées pendant la production du film. Chevron a cherché à citer à comparaître les images dans le cadre du procès en cours discuté dans le film. L'équipe juridique de Berlinger a maintenu que les images était protégées par le privilège des journalistes et a fait appel de la décision du tribunal.
Dans son appel, Berlinger a déclaré qu'il était un cinéaste indépendant hautement récompensé et respecté, qu'il était indépendant de Donziger, et a fait valoir qu'il avait en fait fait de grands efforts pour faire de Crude une représentation équilibrée. Berlinger a reconnu avoir « modifié » certaines scènes à la demande de Donziger. La scène montrant le scientifique de l'environnement lors de la session de stratégie juridique avait été coupée de la sortie en salles (mais pas de la version en ligne pour Netflix) après que l'un des avocats des plaignants eut objecté à Berlinger que montrer la scène était "si grave que nous pourrions tout perdre". La Cour d'appel du 2e circuit des États-Unis a légèrement réduit le champ d'application (Berlinger a dû effectuer 500 heures de prises au lieu de 600), mais en 2011 a confirmé la décision du tribunal inférieur contre Berlinger, le juge Pierre Leval écrivant pour le tribunal : « Ceux qui ne conservent pas l'indépendance quant à ce qu'ils publieront, mais sont subordonnés aux objectifs d'autres personnes qui ont un intérêt dans ce qui sera publié ont soit un privilège plus faible, soit aucun privilège. » 
En 2011, Chevron a déposé une plainte civile RICO (Racketeer Influenced and Corrupt Organizations Act) contre Donziger à New York, l'accusant d'avoir soudoyé un juge équatorien, d'avoir rédigé le jugement en dommages-intérêts à son encontre et de « réparer » des études scientifiques,. La poursuite civile de Chevron demandait initialement 60 milliards de dollars de dommages-intérêts, ce qui aurait nécessité un procès devant jury. Chevron a retiré la demande de dommages-intérêts deux semaines avant le procès, permettant que l'affaire soit jugée par un juge seul. Chevron a déclaré qu'il souhaitait axer « l'affaire RICO sur l'obtention d'une injonction contre la poursuite du stratagème d'extorsion de Donziger contre la société ». Le juge de district américain Lewis A. Kaplan a été désigné comme juge.
En 2014, Donziger a estimé que les frais juridiques que Chevron payait pour faire appel avaient déjà dépassé les 2 milliards de dollars. En 2021, Chevron a estimé ses frais juridiques à près d'un milliard de dollars.

### La décision Kaplan de 2014 dans l'affaire RICO
En 2014, Kaplan a déclaré que le jugement en Équateur était invalide parce que Donziger l'avait atteint par le biais d'infractions à l'éthique juridique, notamment le racket, l'extorsion, la fraude électronique, le blanchiment d'argent, l'entrave à la justice, la corruption judiciaire, la coercition, la falsification de témoins et l'organisation de l'expertise rapports à écrire fantôme. Kaplan a déclaré que le processus en Équateur n'était "pas juste ou impartial et ne respectait pas les exigences d'une procédure régulière" et n'avait "pas droit à la reconnaissance". À la suite de la décision de Kaplan, Chevron ne pouvait pas être contraint de payer la récompense équatorienne aux États-Unis. Dans les défenses ultérieures de la décision, Kaplan a qualifié les Équatoriens impliqués dans le recours collectif de « soi-disant plaignants ». Kaplan a qualifié la conduite de Donziger de « criminelle » dans sa décision de 2014, mais le bureau du procureur américain du district sud de New York a refusé de le poursuivre.
Donziger a déclaré que parce que le juge Kaplan n'avait pas révélé qu'il détenait des actions dans trois fonds communs de placement qui à leur tour détenaient des actions dans Chevron au moment de la décision, il aurait dû se récuser. Le professeur Stephen Gillers, expert en éthique juridique à la faculté de droit de l'Université de New York, a déclaré : « La propriété par Kaplan d'actions de fonds communs de placement qui ont des actions de Chevron n'est pas un « intérêt financier » dans Chevron. Les fonds communs de placement sont, avec les titres d'État, considérés comme le moyen le plus sûr pour un juge d'investir sans risque de récusation. » 
L'affaire reposait en grande partie sur le témoignage d'Alberto Guerra, un ancien juge équatorien que Chevron avait déménagé aux États-Unis depuis l'Équateur en 2013 pour des raisons de sécurité. Chevron a payé des avocats d'immigration pour Guerra et sa famille et lui a fourni un salaire mensuel de 12 000 $ pour le logement et les frais de subsistance. Dans le procès RICO, Guerra a allégué que Donziger s'était arrangé pour qu'il rédige le verdict rendu contre Chevron en Équateur. Guerra a déclaré que le juge qui a entendu l'affaire a signé le verdict que Guerra avait préparé et les deux paiements partagés de 500 000 $ des plaignants, dirigés par Donziger. Dans la conclusion de Kaplan à l'affaire RICO, il a souligné qu'il s'agissait de la principale preuve de l'accusation de racket. Dans son jugement, Kaplan a écrit que « Guerra a à maintes reprises agi de manière trompeuse et enfreint la loi … mais cela ne signifie pas nécessairement qu'il doit être ignoré en bloc ». Il a constaté que les « preuves mènent à une conclusion : Guerra a dit la vérité concernant le pot-de-vin et le fait essentiel quant à savoir qui a écrit le jugement ». En 2015, Guerra a témoigné devant un tribunal international qu'il avait menti et changé son histoire à plusieurs reprises dans le procès RICO. Guerra a admis qu'il n'y avait aucune preuve étayant l'allégation selon laquelle Donziger l'aurait soudoyé ou payé pour avoir rendu un jugement fantôme, et qu'une grande partie du témoignage de Guerra dans l'affaire RICO était soit exagérée, soit fausse. Kaplan a également ordonné à Donziger de payer à Chevron 800 000 $ sur la réclamation RICO et a interdit à Donziger de vendre des actions dans le jugement équatorien à des investisseurs.
En 2016, la Cour d'appel du deuxième circuit a refusé d'examiner les admissions de Guerra et a confirmé à l'unanimité la décision de Kaplan.
En mars 2021, la Cour d'appel du deuxième circuit a entendu un appel contre des ordonnances judiciaires antérieures rendues par Kaplan contre Donziger dans une action civile pour outrage intentée par Chevron. La cour d'appel a jugé que la décision de Kaplan, qui empêchait Donziger de financer son action en justice en vendant des actions dans une attribution future, était inapplicable. La cour d'appel a également annulé la demande de Chevron de 4,1 millions de dollars de dommages et intérêts et d'une sanction de 660 000 $ contre Donziger. D'autres aspects de la décision originale de Kaplan pour outrage civil ont été confirmés,.

### Radiation à New York
Donziger a été suspendu de l'exercice du droit à New York en juillet 2018, sur la base des décisions du juge de district américain Lewis A. Kaplan dans l'affaire Chevron. L'association du barreau de l'État a nommé un arbitre indépendant pour enquêter. L'arbitre a recommandé la réintégration de Donziger en février 2020, affirmant que "l'étendue de la poursuite de Donziger par Chevron est si extravagante, et à ce stade si inutile et punitive, bien que n'étant pas un facteur dans ma recommandation, il n'en est pas moins un arrière-plan à elle". Une cour d'appel de l'État a statué en août 2020 que l'arbitre avait été « trop dédaigneux » à l'égard de l'inconduite alléguée par Kaplan, et a radié Donziger du barreau à New York. Martin Garbus, l'avocat de Donziger, a déclaré que la décision prive les Équatoriens représentés par Donziger de leur principal avocat et exclut Donziger parce qu'il "menace Chevron et l'industrie des combustibles fossiles".

### Accusation d'outrage criminel

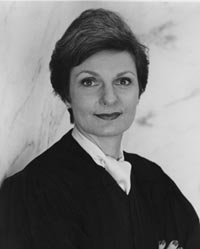
Juge de district principal Loretta Preska

Dans le cadre du processus d'appel après la décision initiale, Kaplan a ordonné à Donziger de soumettre son ordinateur, ses téléphones et autres appareils électroniques à Chevron pour lui permettre de rechercher ses actifs. Donziger a refusé, arguant que cela violerait le privilège avocat-client de ses clients, et a fait appel de l'ordonnance pour des motifs constitutionnels. Alors que l'appel de Donziger contre l'ordonnance était en instance, Kaplan l'a inculpé de six chefs d'outrage au tribunal. Les accusations d'outrage allèguent que Donziger n'a pas respecté les ordres de Kaplan de soumettre ses appareils électroniques et son passeport et d'abandonner les tentatives de perception de la récompense contre Chevron,. Dans une décision qualifiée de "pratiquement sans précédent" par The Intercept, Kaplan a nommé un cabinet d'avocats privé, Seward & Kissel, pour poursuivre Donziger après que le tribunal du district sud de New York a refusé de le faire. Dans le magazine Jacobin, David Sirota et Walker Bragman ont écrit que Seward & Kissel a représenté directement Chevron aussi récemment qu'en 2018. Chris Hedges a écrit que ni Kaplan ni Seward & Kissel n'ont révélé que Chevron avait été un client.
Plutôt que d'utiliser le processus standard d'assignation aléatoire pour choisir un juge pour présider le procès de Donziger pour outrage criminel, Kaplan a choisi la juge principale de district Loretta Preska. Preska avait siégé au conseil consultatif de la Federalist Society, à laquelle Chevron (avec d'autres grandes entreprises américaines comme Verizon, Google, Facebook, Time Warner et d'autres) avait contribué au moins 50 000 $ en 2012,. En août 2019, Preska a condamné Donziger à la détention à domicile en attendant son procès. Il devait porter un bracelet de cheville équipé d'un GPS. Preska a ordonné à Donziger de verser une caution de 800 000 $, ce qui est un record pour une affaire de délit aux États-Unis. En mai 2020, Preska a décidé que le cas de Donziger ne serait pas entendu par un jury, ce que Donziger avait demandé,,. Le 18 mai 2020, Preska a refusé une demande de l'avocat de Donziger d'autoriser Donziger à quitter son appartement trois heures par jour car elle le considérait comme un risque de fuite. Le tribunal de district américain a disqualifié deux des avocats de Donziger de comparaître pour lui dans le procès pour outrage. En août 2020, après que deux autres avocats n'ont pu comparaître au procès, Preska a ordonné à Andrew Frisch, l'ancien avocat principal de la défense de Donziger, de le représenter. Martin Garbus, qui représente également Donziger mais n'a pas pu assister au procès, a déclaré qu'un procès avec Frisch ne serait pas "une affaire protégée par la Constitution" et que "Donziger est obligé d'aller en procès avec un avocat qui ne veut pas être dans l'affaire, qui ne s'entend pas avec Donziger, et prétend qu'avant que Donziger ne poursuive le procès, il devrait lui verser des sommes supplémentaires".
L'affaire d'outrage devait commencer en septembre 2020. Citant des problèmes de coronavirus, la quatrième avocate de Donziger, Lauren Regan, a demandé fin octobre que le procès civil soit reprogrammé pour la troisième fois. Le procès a été reprogrammé pour commencer le 9 novembre  puis reporté à janvier 2021 pour que Donziger soit représenté par un avocat. Face aux objections à la tenue du procès virtuellement, Preska a reprogrammé le procès pour qu'il se déroule en personne le 10 mai 2021. Donziger a demandé Preska pour permettre à son procès pour outrage criminel à livestreamed via Zoom en raison des restrictions sur la participation du public en raison de la pandémie Covid-19 intérêt public et significatif dans le cas. Preska a rejeté la demande de Donziger et Donziger a alors demandé que les débats soient télévisés. Cette demande a également été refusée.
Le 26 juillet 2021, après près de deux ans de détention à domicile, Donziger a été reconnu coupable par le juge Preska des six chefs d'accusation d'outrage,. Le juge Preska a écrit que l'affaire d'outrage n'avait rien à voir avec la responsabilité que Chevron pourrait avoir dans la pollution de la forêt tropicale équatorienne,. Le 1er octobre 2021, le juge Preska a condamné Donziger à la peine maximale de six mois de prison. Preska a déclaré que Donziger n'avait pas fait preuve de contrition et "Il semble que seul le proverbial deux par quatre entre les yeux lui inculque le respect de la loi". Donziger a fait appel de la condamnation, qu'il a décrite comme "un autre exemple (...) de la nature punitive de ce qui se passe. Il est presque inouï qu'une personne reconnue coupable d'un délit aux États-Unis ne soit pas libérée dans l'attente de son appel",. Une cour d'appel fédérale a rejeté la demande de libération sous caution de Donziger alors que son appel était en instance. Il s'est présenté en prison le 27 octobre 2021,.
Le 9 décembre 2021, Donziger a été libéré de prison pour purger le reste de sa peine en résidence surveillée conformément à un programme de libération anticipée lié à la pandémie.
En janvier 2022, The Nation a écrit qu'il avait obtenu des documents montrant que Chevron, son cabinet d'avocats Gibson, Dunn &amp; Crutcher et le procureur privé nommé par Kaplan pour poursuivre Donziger, avaient collaboré à la conduite de l'affaire d'outrage criminel. Au moins 32 réunions et de nombreux appels téléphoniques ont eu lieu entre le procureur privé et les avocats de Gibson Dunn. Gibson Dunn a déclaré que le temps passé à consulter l'équipe des poursuites avait été donné et non facturé à Chevron. En discutant du coût des poursuites pénales pour outrage à son encontre, Donziger a déclaré: "Le coût total de mes poursuites — pour un délit — se situera entre 5 et 10 millions de dollars. Un délit normal est comme une poursuite de 5 000 $".
Le 4 février 2022, une requête a été déposée auprès de la Cour suprême des États-Unis par le professeur de la Harvard Law School, Charles Nesson, demandant au tribunal de revoir une décision du tribunal de l'État de New York de 2020 qui blâmait l'inconduite « flagrante » de Donziger en remportant le jugement contre Chevron.
Le 10 février 2022, Donziger a été contraint de se présenter dans une maison de transition après que son bracelet de cheville ait déclenché un rapport d'incident, selon l'avocat Ron Kuby.

### Réactions
En 2014, Joe Nocera a écrit que le professeur de droit de Notre Dame et avocat des droits de l'homme Doug Cassel a déclaré que « Donziger a desservi ses clients et sa cause » par sa conduite lors du procès équatorien. Nocera a déclaré qu'un avocat qui a suivi les règles aurait pu été en mesure d'obtenir un verdict exécutoire aux États-Unis, et un avocat avec une vision réaliste de l'affaire aurait pu obtenir un règlement (et une indemnisation) dans un délai plus court que les 20 ans qu'il a fallu à Donziger pour gagner son affaire en Équateur (avec ses clients n'ayant toujours pas reçu d'indemnisation). Nocera a également déclaré que plusieurs journalistes qui ont suivi l'affaire pendant des années en sont venus à considérer Donziger comme « un avocat voyou prêt à tout pour gagner ».
En 2018, un éditorial du Wall Street Journal a affirmé que « la tentative de pillage de Chevron par Donziger pour de faux crimes environnementaux en Équateur se classe parmi les plus grandes escroqueries juridiques de l'histoire ». L'éditorial a qualifié la radiation de Donziger de « pas vers la maîtrise de la maraude de M. Donziger ».
L'accusation d'outrage et l'assignation à résidence de Donziger ont été durement condamnées par certains avocats. Lawyer's Rights Watch Canada souligne que Donziger est assigné à résidence depuis plus longtemps que la peine maximale de six mois prévue pour l'outrage au tribunal. Le professeur de la Harvard Law School , Charles Nesson, a critiqué Chevron et Kaplan, déclarant que les accusations de corruption et de pots-de-vin étaient un "moyen de protéger la compagnie pétrolière d'avoir à répondre de sa dégradation de l'Amazonie". En 2020, un groupe de vingt-neuf lauréats du prix Nobel a condamné le "harcèlement judiciaire" de Chevron et a demandé la libération de Donziger. Les militants des droits humains ont décrit le traitement de Donziger comme un exemple de poursuite stratégique contre la participation du public (SLAPP), qui sont utilisés pour censurer, intimider et réduire au silence les critiques en les faisant payer le coût d'une défense juridique jusqu'à ce qu'ils abandonnent leur critique ou leur opposition,.
Le Parlement européen, l'une des trois branches de l'Union européenne, a demandé que la sous-commission du Congrès sur la Constitution, les droits civils et les libertés civiles enquête sur le traitement de Donziger par Chevron comme « non compatible avec ce qui a traditionnellement été le fort soutien aux États-Unis. pour l'état de droit en général et pour la protection des défenseurs des droits de l'homme en particulier",.
Dans un article de mars 2020 dans The Nation, James North a écrit que « [l]a presse grand public a largement ignoré les attaques juridiques contre Donziger, mais la contre-offensive de Chevron pourrait mettre en danger les droits de l'homme et le travail environnemental dans le monde ». Dans un article d'août 2020 intitulé "How Corporate Tyranny Works", Chris Hedges a détaillé les mesures prises par Chevron pour faire pression sur les médias grand public, notamment Fox News, GQ et The New York Times, pour qu'ils abandonnent les articles sur les litiges Chevron et Donziger. Dans un article d'octobre 2021 intitulé « Les exécuteurs anonymes de l'État corporatif », Hedges a décrit les poursuites contre Donziger comme un «  procès-spectacle » similaire à ceux menés par « les tyrannies du passé », et a comparé son cas à celui de Julian Assange, en disant "ils sont conçus pour envoyer un message. Tous ceux qui défient le pouvoir des entreprises et l'État de sécurité nationale seront lynchés".
En juillet 2020, Simon Taylor, directeur de Global Witness a déclaré que le traitement réservé à Donziger « est destiné à nous intimider, à refroidir le travail d'autres défenseurs de l'environnement et de la responsabilité des entreprises ».
En février 2021, un boycott des étudiants en droit contre Seward & Kissel a commencé, impliquant environ 300 étudiants en droit d'environ 50 facultés de droit. Dans une lettre, les étudiants déclarent que le cabinet a un conflit d'intérêts dans la poursuite de Donziger dans l'affaire d'outrage criminel, déclarant : « Nous, les étudiants en droit soussignés, refusons d'envisager un emploi avec le cabinet jusqu'à ce qu'il se retire de sa position conflictuelle en tant que représentant de Chevron. procureur privé »,. Le groupe d'étudiants Law Students for Climate Accountability a lancé un boycott similaire en avril contre Gibson Dunn, un cabinet d'avocats qui a également fait pression pour que Donziger reste confiné aux côtés d'autres campagnes liées au climat, notamment des litiges et des plaidoyers en faveur du Dakota Access Pipeline et de Koch Industries.
Le 27 avril 2021, les démocrates Jim McGovern, Cori Bush, Rashida Tlaib, Jamaal Bowman, Alexandria Ocasio-Cortez et Jamie Raskin ont écrit une lettre appelant à la surveillance du procureur général Merrick Garland en raison de « de profondes inquiétudes que la nature sans précédent de M. L'affaire judiciaire en cours de Donziger est liée à son travail antérieur contre Chevron". Cela a été suivi plus tard par une lettre adressée à Roslynn Mauskopf du sénateur du Massachusetts Ed Markey et du sénateur de Rhode Island Sheldon Whitehouse.
Fairness &amp; Accuracy in Reporting a critiqué la couverture médiatique américaine du procès et de l'assignation à résidence de Donziger. En juillet 2021, il a écrit que le New York Times n'avait pas publié d'article sur Donziger depuis 2014 et que les articles dans les médias d'entreprise américains favorisaient largement Chevron. Il a cité une interview donnée par Donziger à Breakthrough News dans laquelle il a déclaré : « Peu importe ce que vous pensez de moi ou du juge Kaplan, n'est-il pas intéressant qu'un avocat américain soit assigné à résidence pendant deux ans pour un délit ?
En octobre 2021, le Groupe de travail des Nations unies sur la détention arbitraire a écrit que les deux années d'assignation à résidence de Donziger étaient illégales au regard du droit international et qu'il s'était vu refuser un procès équitable. Le groupe de travail a critiqué Kaplan et Preska pour avoir fait preuve d'un « manque flagrant d'objectivité et d'impartialité ». Amnesty International a demandé aux autorités américaines « d'appliquer rapidement la décision du Groupe de travail des Nations unies sur la détention arbitraire » et de libérer Donziger de sa détention[réf. nécessaire].
Écrivant dans le journal The Guardian en février 2022, Erin Brockovich oppose ses expériences à celles de Donziger. Brockovich fournit également un aperçu succinct des événements juridiques.

## Vie privée
Donziger est marié et a un fils. La famille vit dans un appartement de deux chambres dans l'Upper West Side de Manhattan,.